# Греку, Дэнуц
Дэнуц Греку (рум. Dănuț Grecu; 26 сентября 1950, Бухарест — 12 декабря 2024) — румынский гимнаст, чемпион мира и Европы, призёр Олимпийских игр.
Родился 26 сентября 1950 года в Бухаресте. В 1972 году принял участие в Олимпийских играх в Мюнхене, но не завоевал наград. В 1973 году стал серебряным призёром чемпионата Европы. В 1974 году стал чемпионом мира, а в 1975 — чемпионом Европы. В 1976 году завоевал бронзовую медаль Олимпийских игр в Монреале. В 1978 году стал бронзовым призёром чемпионата мира, в 1979 — серебряным призёром. В 1980 году принял участие в Олимпийских играх в Москве, но не завоевал наград.
Скончался 12 декабря 2024 года в возрасте 74 лет.